# Gornja Močila (Bośnia i Hercegowina)
Gornja Močila (cyr. Горња Мочила) – wieś w Bośni i Hercegowinie, w Republice Serbskiej, w gminie Brod. W 2013 roku liczyła 220 mieszkańców.